# Упрусы
Упрусы (ранее также Упруссы, Пруссы) — деревня в Жуковском районе Брянской области, в составе Крыжинского сельского поселения. Расположена в 2,5 км к северо-западу от села Быковичи. Население — 52 человека (2010).

## История
Упоминается с 1770-х гг. как пустошь, к концу XVIII века — сельцо, имение Вепрейских (в начале XIX века — их родственников Бухмейеров). Входила в приход села Быковичи.
С 1861 по 1924 год в Княвицкой волости Брянского (с 1921 — Бежицкого) уезда, в 1924—1929 гг. в Овстугской волости.
В 1929—1932 и 1939—1957 гг. входила в Жирятинский район; в 1932—1939 и с 1957 года до настоящего времени — в Жуковском районе. С 1920-х гг. до 2005 года — в Быковичском сельсовете.
21 июля 1942 года 82 жителя села были расстреляны фашистскими оккупантами (установлен памятник).
| Годы      | 1866 | 1897 | 1926 | 1979 | 1989 | 2002 | 2010 |
| --------- | ---- | ---- | ---- | ---- | ---- | ---- | ---- |
| Население | 217  | 496  | 647  | 135  | 96   | 80   | 52   |